# Opel 32/50 PS
L'Opel 32/50 PS est une voiture de la catégorie luxueuse construite par Adam Opel KG de 1907 à 1908 pour succéder au modèle 45/50 PS.

## Historique et technologie
La 32/50 PS restait l'Opel la plus puissante de son époque. Son châssis correspondait à celui de la 25/40 PS contemporaine, moins chère, mais la 32/50 PS avait un moteur plus gros et plus puissant.
Le moteur était un moteur quatre cylindres d'une cylindrée de 8 016 cm³ (alésage × course = 135 mm × 140 mm), qui produisait 50 ch (37 kW) à 1 500 tr/min. Le moteur à commande latérale avec tête en T était refroidi par eau. La pompe centrifuge pour le circuit de refroidissement était nouvelle. Le carburateur à piston était doté d'un préchauffage pour le mélange air-carburant. Chaque cylindre avait deux bougies d'allumage, l'une alimentée par un allumage par batterie et l'autre par un allumage magnéto. La puissance du moteur était transmise à l'essieu arrière via un embrayage à cône en cuir (embrayage à cône en métal sur le modèle précédent), une boîte de vitesses manuelle à quatre vitesses et un arbre à cardan.
Le nouveau cadre était constitué de profilés en U en tôle en acier et le renfort en bois a été omis. Les deux essieux rigides étaient suspendus sur des ressorts à lames semi-elliptiques. Les châssis étaient disponibles en deux empattements, 3 200 mm ou 3 700 mm. Le frein de service agissait sur l'arbre de sortie de la transmission. Le frein à main a été conçu comme un frein à tambours agissant sur les roues arrière.
Le phaéton à deux places a été abandonné, mais la 32/50 PS était toujours disponible en version voiture de tourisme à quatre places et en berline quatre portes. Les nouveaux ajouts comprenaient une voiture de tourisme à six places, un coupé deux portes et un landaulet quatre portes. La variante la moins chère (le coupé), coûtait 19 000 Reichsmark.
Mi-1908, la construction de la 32/50 PS est arrêtée. La successeur était le modèle 29/50 PS, plus petit.